# Медезано
Медеза̀но (на италиански: Medesano, на местен диалект Medzàn, Медъзан) е град и община в северна Италия, провинция Парма, регион Емилия-Романя. Разположен е на 136 m надморска височина. Населението на общината е 10 755 души (към 2012 г.).